# 相手
相手（あいて）（英:Opponent）は、物事を行う際の対象及び一緒に行う人の事である。本項では法律用語の相手方（あいてがた）も解説する。

## 日本語としての相手
動詞「会う」の連用形「会い」に名詞の「手」が接続してできた語で、協調的か敵対的かに関わらず同一の行為に参加している2組の集団の一方を表す。この時「相手にならない」や「相手にとって不足はない」などの様に敵対的な相手の場合はある人間と対抗するだけの実力を持つ人間すなわち同程度またはそれ以上の実力が備わった人間であることが前提となっている。なお前述の協調的か敵対的かに関わらずもう一方という意味を表す特色は中国語や英語にはなく日本特有のものとされる。また中世以前は相手と同等の意味の語として敵（かたき）という語が用いられていたが、あてられた漢字の「敵」やその熟語「仇敵」などの影響で敵対関係のみに用いられるようになった事から代わりとして生み出されたとされている。

## 法律用語における相手方

### 意思表示・法律行為における相手方
意思表示や法律行為において相手方は単独行為の場合はこれを受領すべき人を、契約の場合は相互に一方の当事者に対して他方の当事者をさす。また行政処分においては処分をうける人をさす。

### 訴訟法における相手方
訴訟法において相手方とは当事者の一方に対して他の当事者すなわち原告における被告、被告における原告をさす。また和解手続や証拠保全手続では申立人に対する被申立人をしめす。

## 参考資料
- 日中英言語文化事典（マクミラン）
- 法令用語辞典（学陽書房）
- 日本国語大辞典（小学館）